# Cytisus decumbens
Cytisus decumbens là một loài thực vật có hoa trong họ Đậu. Loài này được (Durande) Spach miêu tả khoa học đầu tiên.

## Hình ảnh

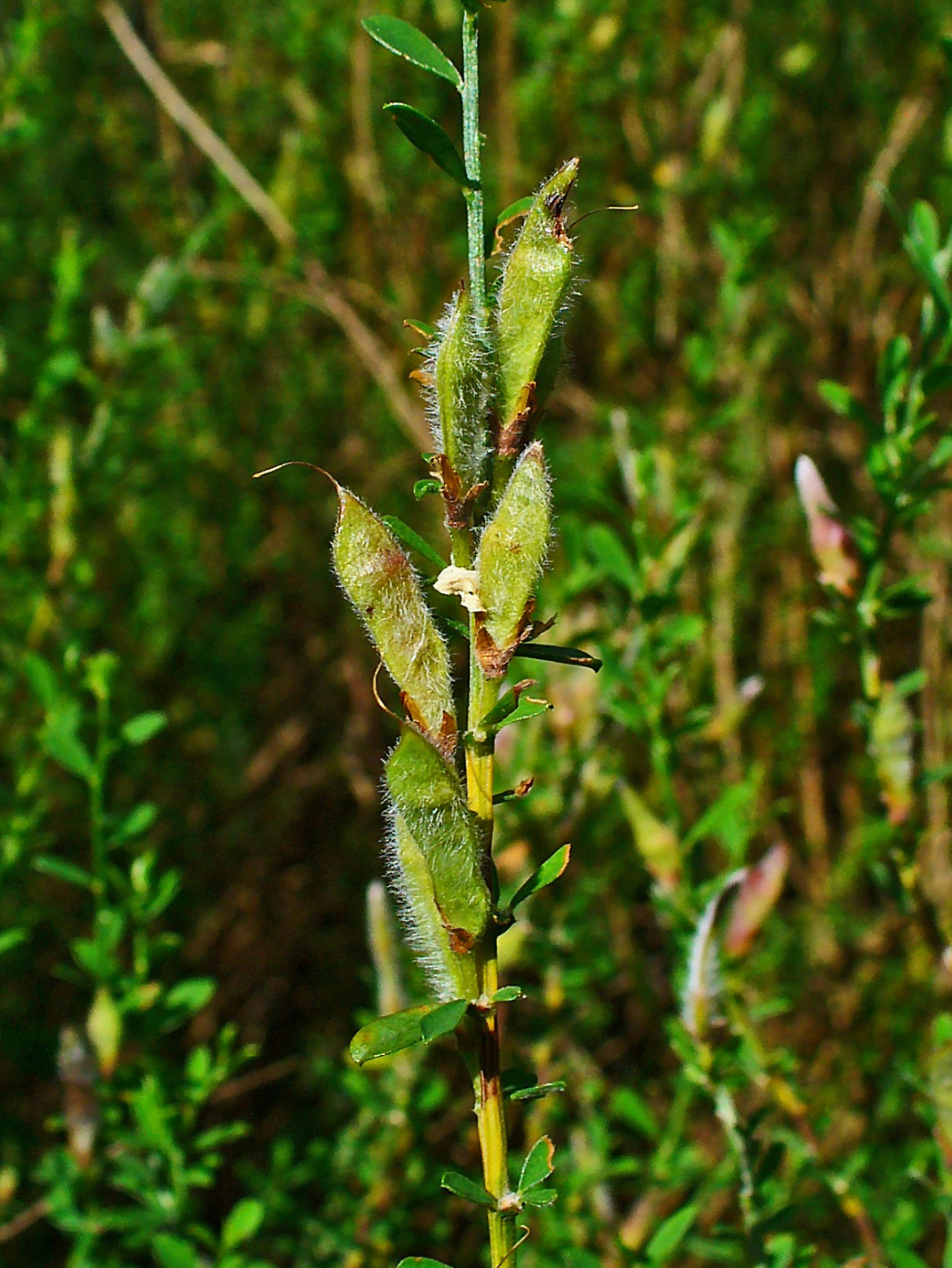
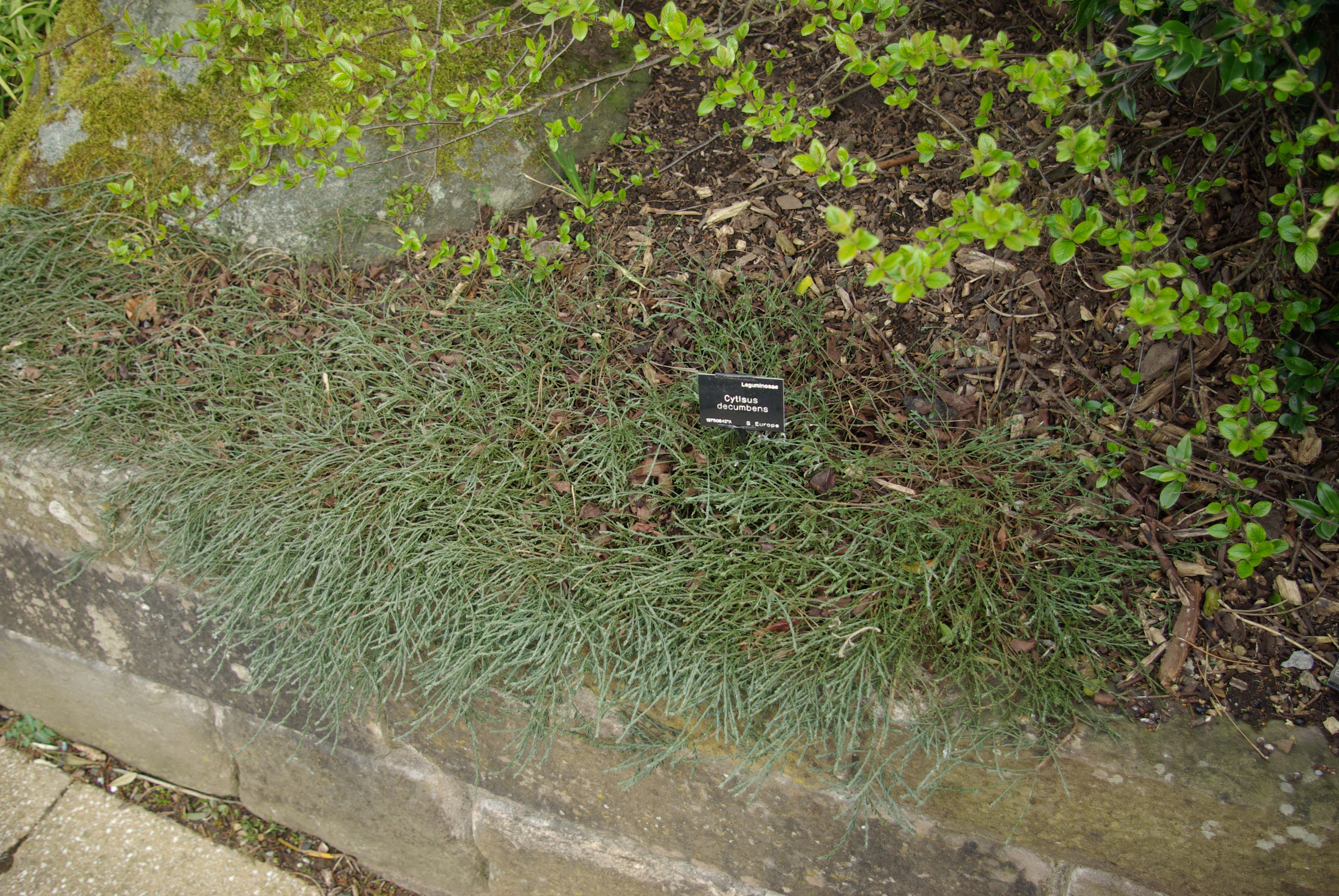